# Trnov
Trnov település Csehországban, Rychnov nad Kněžnou-i járásban. Trnov Opočno, Voděrady, Byzhradec, Přepychy, Podbřezí, Semechnice és Bílý Újezd településekkel határos. Lakosainak száma 761 fő (2024. január 1.).

## Népesség
A település lakosságának változását az alábbi diagram mutatja:
| Lakosok száma | 1300 | 1292 | 1263 | 893  | 688  | 640  | 743  | 739  | 749  | 761  |
|               | 1869 | 1890 | 1921 | 1950 | 1980 | 2001 | 2017 | 2019 | 2022 | 2024 |